# Dušan Kuciak
Dušan Kuciak (n. 21 mai 1985, Žilina, Slovacia) este un fotbalist slovac care evoluează la echipa Lechia Gdańsk pe postul de portar. De asemenea este și component al echipei naționale de fotbal a Slovaciei.

## Titluri
| Sezon   | Club           | Titlu               |
| ------- | -------------- | ------------------- |
| 2002-03 | MŠK Žilina     | Corgoň Liga         |
| 2003-04 | MŠK Žilina     | Corgoň Liga         |
| 2006-07 | MŠK Žilina     | Corgoň Liga         |
| 2003    | MŠK Žilina     | Supercupa Slovaciei |
| 2004    | MŠK Žilina     | Supercupa Slovaciei |
| 2007    | MŠK Žilina     | Supercupa Slovaciei |
| 2008    | FC Vaslui      | Cupa UEFA Intertoto |
| 2011/12 | Legia Varșovia | Cupa Poloniei       |
| 2012/13 | Legia Varșovia | Ekstraklasa         |
| 2013/14 | Legia Varșovia | Ekstraklasa         |
| 2014/15 | Legia Varșovia | Cupa Poloniei       |